# Tirà terrestre cendrós
El tirà terrestre cendrós (Muscisaxicola cinereus) és un ocell de la família dels tirànids (Tyrannidae).

## Hàbitat i distribució
Habita zones obertes i vessants pedregosos dels Andes del centre i sud de Bolívia, nord de Xile i nord-oest de l'Argentina.